# Otto Kazimierzowic
Otto (bądź Odo) Kazimierzowic (ur. między 1046 a 1048, zm. 1048) – najmłodszy syn Kazimierza I Odnowiciela i Dobroniegi Marii.

## Życiorys
Otto urodził się w latach 1046–1048. Był on najmłodszym dzieckiem Kazimierza Odnowiciela i Dobroniegi Marii. Żył on bardzo krótko, maksymalnie dwa lata, więc praktycznie nic o nim nie wiemy. Niektóre źródła myliły go z Ottonem I morawskim, przypisując Ottonowi Kazimierzowicowi również jego żonę - co z uwagi na krótki żywot Ottona Kazimierzowica jest niemożliwe.